# Nathanael von Schlichtegroll
Nathanael von Schlichtegroll (* 30. Oktober 1794 in Gotha; † 13. September 1859 in München) war ein deutscher Jurist und Autor.

## Leben
Nathanael von Schlichtegroll war ein Sohn des Friedrich von Schlichtegroll und dessen Ehefrau Auguste Angelica geb. Rousseau (1770–1832). Sein Bruder Antonin (1793–1873), später königlich Bayerischer Generalbaurat, verheiratet mit Sophie von Kobell (1797–1846), war der Großvater von Carl Felix von Schlichtegroll.
Nathanael von Schlichtegroll begann 1813 an der Universität Landshut Rechtswissenschaft zu studieren und wurde Mitglied des Corps Bavaria. Er  unterbrach das Studium, um an den Befreiungskriegen gegen Napoleon teilzunehmen. Dafür wurde ihm der Russische Orden der Heiligen Anna  verliehen. Wieder zurückgekehrt, setzte er seine Studien an der Georg-August-Universität Göttingen, der Friedrich-Alexander-Universität Erlangen und zuletzt wieder in Landshut fort. 1817 wurde er über Staatsrecht promoviert. Danach war er tätig als Landgerichtsassessor in Dachau und Freising, als Polizeikommissar in München, als Landrichter in Tegernsee und ab 1840 als Adjunkt beim Reichsarchiv (München). 1845 zum Hofrat ernannt, erhielt er 1851 die Erlaubnis, als Ehrenprofessor an der Ludwig-Maximilians-Universität München Vorlesungen über „Diplomatik und ihre Hilfswissenschaften“ zu halten. Er starb im 65. Lebensjahr. Mit seiner Frau  Angelica geb. Maier hatte er zwei Töchter und einen Sohn.

## Schriften
- Mark Aurels Größe als Mensch und Herrscher.
- Talhofer: ein Beitrag zur Literatur der gerichtlichen Zweykaempfe im Mittelalter. München 1817.
- Erinnerungen an Aug. Grafen v. Platen in seiner Jugend. München 1852.